# Serra do Mar
Serra do Mar (Bergen aan zee) is een 1.500 km lang gebied in Zuidoost Brazilië dat bestaat uit bergketens en steile rotswanden. Het gebied loopt parallel aan de Atlantische kust van de staat Espírito Santo tot aan Santa Catarina. Hier gaat de kust over in enkele steile hellingen, bergen en rotsachtige gebieden dat verder landinwaarts wordt opgevolgd door een egaler landschap waarin de hoogtes tussen de 500 en 1300 meter variëren. De bergketens bevinden zich in en rond verscheidene plaatsen en is grotendeels beschermd gebied. Serra do Mar is opgedeeld in verschillende reservaten en nationale parken. Bekende zijn: Serra de Bocaina, Serra de Paranapiacaba, Serra do Tabuleiro, Serra dos Órgãos enz. Het heeft ook betrekking op een aantal grote eilanden die zich in de buurt van de kust bevinden zoals Ilhabela en Ilha Grande. Het hoogste punt van Serra do Mar is de Pico das Salinas, gelegen in het Parque Estadual dos Tres Picos (Het staatspark van de drie pieken) in de gemeente Nova Friburgo in de staat Rio de Janeiro, die een hoogte heeft van 2.316 meter.
De meeste bergketens werden ongeveer 60 miljoen jaar geleden gevormd. Tot de ontdekking van Brazilië door de Portugezen werd Serra do Mar ondersteund door een rijk en zeer gevarieerd ecosysteem dat kon voortkomen door de gigantische regenwouden, genaamd Mata Atlântica (Atlantisch Regenwoud). Als gevolg van de verstedelijking en ontbossing; door het aanleggen van onder anderen suikerrietplantages, werd het merendeel van de bossen verwoest waarmee ook een groot deel van het ecosysteem. Tegenwoordig zijn de bossen nog uitsluitend te vinden op de steile rotswanden, bergen en heuveltoppen. De verschillende nationale en staatsparken en de ecologische en biologische reservaten moeten het Atlantisch regenwoud tegenwoordig bescherming bieden, maar de vervuiling van metropolen en grote steden als São Paulo, Rio de Janeiro, Curitiba en Vitória bedreigen de bossen tot op de dag van vandaag. De bossen worden met name aangetast door stropers, bosbranden, industriële fabrieken en bedrijven en de zure regen die door de vervuiling van de steden ontstaat. Herstel en herbossing van het woud blijkt erg ingewikkeld en moeizaam te verlopen, maar in Rio de Janeiro wordt wel degelijk succes geboekt in de verschillende aangelegde stadsparken.